# 四一式騎砲
四一式騎砲は大日本帝国陸軍が1911年（明治44年）に制式制定した、騎兵部隊用の軽量野砲である。

## 概要
騎兵部隊の速い進軍速度に合わせて三八式野砲の輓曳速度を高めるため、これを軽量化した砲である。
明治41年に大阪砲兵工廠に開発が令達されたことから四一式として制定された。
三八式野砲との差は主に砲身部分であり、約2口径分の砲身を短縮し、砲身肉厚も若干薄くし、また半自動水平鎖栓ブロックを手動の段隔螺式閉鎖機にすることで、三八式野砲より約40kgの軽量化に成功した。審査の結果、1911年（明治44年）に制式制定された。しかし、閉鎖機は軽量化のしすぎで強度が不足しており、制式制定後も数次にわたる変更が加えられ、最終的には三八式野砲との重量差は20kg程度にまで詰まってしまった。
結局のところ、発射速度がやや遅く、射程が若干短いという欠点が目立ってしまい、成功作とは見做されなかった。とはいえ、後継騎砲の開発に失敗したこともあり、各騎兵旅団の騎砲兵隊ないし騎砲兵連隊は昭和10年代に各々解散するまで本砲を使用し続けており、なかんずく最後の乗馬騎兵旅団であった騎兵第4旅団の騎砲兵第4連隊は1945年（昭和20年）の終戦時に中国軍に武装解除されるまで本砲を装備していた。